# 藤井浩 (実業家)
藤井 浩（ふじい ひろし、1935年1月2日 - 2021年11月22日）は、日本の経営者。日本ペイント社長を務めた。大阪府出身。

## 来歴・人物
1957年に関西学院大学経済学部を卒業し、同年4月に日本ペイントに入社した。1980年7月に理事に就任し、1981年7月に取締役、1983年7月に常務、1985年7月に専務を経て、1988年6月に副社長に就任し、1991年6月には社長に昇格した。2001年6月に会長を経て、2005年6月に非常勤相談役に就任。
2007年4月に旭日中綬章を受章。
2021年11月22日、死去、86歳没。